# توريبسيس
بلدية توريبيسيس (بالكاتالانية: Torrebesses) هي بلدية صغيرة تقع في قطلونيا في إسبانيا.

## السكان
| السنة      | 1900 | 1930 | 1950 | 1970 | 1986 | 2007 |
| ---------- | ---- | ---- | ---- | ---- | ---- | ---- |
| عدد السكان | 855  | 758  | 631  | 415  | n/a  | 300  |

## وصلات خارجية
- Pàgina web de l'Ajuntament
- Informació de la Generalitat de Catalunya
- Informació de l'Institut d'Estadística de Catalunya (بالكتالونية)